# 巣守三位
巣守三位（すもりのさんみ）とは、源氏物語に登場する架空の人物。

## 概要
現在では一般的な54帖からなる源氏物語には一切記されていないものの、いくつかの源氏物語系図などに記されており、かつて源氏物語の中の1巻として存在したと考えられる「巣守」なる名称の巻にその事績が詳細に記されていたと見られる人物である（実秋本古系図には、「巣守三位」の項目に「琵琶弾きなり　てならひの巻にあり」との注記があり、巣守三位についての記述が手習巻にあったとされている。）。琵琶を弾けることで名高い姉妹の姉であり、匂宮と薫の両方から求愛されて悩み、その一方と子をもうけるという点で宇治十帖の後半部分において描かれる浮舟と同種の部分と反対の部分を併せ持った人物である。
この巣守三位についての記述の内容は、多くの資料において概ね一致しているものの、いくつかの資料には他の資料とは異なる記述も存在する。このような記述が存在する理由については、もともとの巣守巻に複数の異なるタイプの内容を持ったものが存在したためであるとする考え方と、源氏物語本文から古系図が作成される際に何らかの誤りが生じたためであるとする考え方とがある。

## さまざまな文献における呼称
この人物は、資料によって以下のような様々な呼称で呼ばれている。
- 「巣守三位」または「巣守の三位」（正嘉本古系図、鶴見大学本古系図、国文研本古系図、源氏物語巨細など多くの古系図）
- 「すもり」（堀部正二旧蔵断簡）
- 「一品内親王三位」（風葉和歌集）
- 「大君」、「あねの三位」（源氏系図小鏡）
- 「すもりの君」（無名草子）

## 家系
光源氏の弟である蛍宮（蛍兵部卿宮）の子である「侍従」または「源三位」の娘2人の中の長女である。祖父の蛍兵部卿宮、父の源三位と同じく琵琶の名手とされている。その事績については後述する。
母については鶴見大学本古系図にのみ「前齋宮の子」との記述がある。
兄弟姉妹としては「巣守の中君」（無名草子）・「中君」（正嘉本古系図・専修大学本古系図）・「宣旨」（源氏物語巨細）・「典侍」（鶴見大学本古系図）・「いもうとの中君」（源氏系図小鏡）・「内侍典侍」（国文研本古系図）など資料によってさまざまな呼び方をされている妹が一人、ほぼ全ての資料で「頭中将」と記されている男の兄弟（巣守三位とどちらが年長かは不明）が一人いる。
薫との間に男の子（「若君」）を一人産んだとされる。

## 事績
源氏物語古系図をはじめとするさまざまな資料の記述を整理することによって判明する巣守三位事績の概要は以下のようなものである。
当初妹の中君が今上帝の女一宮に仕えており、そこに匂宮が通っていた。その後巣守三位が妹の中君と同じく女一宮に仕えることになり、さらには女一宮の琵琶の師として三位に叙せられ巣守三位と呼ばれるようになった。その後匂宮は姉の巣守三位にも通うようになり、次第に妹の方には通わなくなった。
しかし巣守三位は匂宮を嫌い薫の求愛を受け入れるようになり、薫との間に男の子（若君）をもうけた。薫との間に子をもうけてもなおも匂宮はまだ巣守三位のもとに通ってきたので巣守三位は煩わしく思った。思い悩んだ末すでに出家し大内山に隠棲していた朱雀院の女四宮の元へ赴いて自身も出家してしまった。